# Burg Rechenberg (Westheim)
Die Burg Rechenberg ist der Rest einer Höhenburg an einem Steilhang des gleichnamigen Rechenbergs auf 580 m ü. NHN oberhalb des Gemeindeteils Ostheim der Gemeinde Westheim im Landkreis Weißenburg-Gunzenhausen in Bayern.

## Geschichte
Die Burg wurde in der zweiten Hälfte des 12. Jahrhunderts aufgrund eines Lehens der Eichstätter Bischöfe von den Herren von Rechenberg, die dem niederen Adel angehörten, Ministeriale der Bischöfe von Eichstätt und Lehensnehmer der Grafen von Truhendingen und Oettingen waren und fast das ganze Dorf Ostheim besaßen, erbaut.
Im Zuge des Bauernkrieges fand im Mai 1525 nach der Plünderung des nahe gelegenen Klosters Auhausen ein Kampf zwischen den aufständischen Bauern und dem Markgrafen von Ansbach statt, der von den vom Rechenberg kommenden Reitertruppen des Markgrafen siegreich beendet wurde.
1583 starb das Geschlecht der Rechenberger aus. Der Besitz kam an die Markgrafen von Brandenburg-Ansbach. Danach verfiel die Burg allmählich und wurde abgebrochen.
Heute zeigt die Burgstelle, inzwischen ein Bodendenkmal, im Wald noch den Platz der Hauptburg, den Halsgraben und Reste der Vorburg.